# Najas ancistrocarpa
Najas ancistrocarpa là một loài thực vật có hoa trong họ Hydrocharitaceae. Loài này được A.Braun ex Magnus mô tả khoa học đầu tiên năm 1870.